# 99 (число)
Вижте пояснителната страница за други значения на 99.
99 (деветдесет и девет) е естествено, цяло число, следващо 98 и предхождащо 100.
Деветдесет и девет с арабски цифри се записва „99“, а с римски цифри – „XCIX“. Числото 99 е съставено от две цифри от позиционните бройни системи – 9 (девет).

## Общи сведения
- 99 е нечетно число.
- 99 е атомният номер на елемента айнщайний.
- 99-ият ден от годината е 9 април.
- 99 е година от Новата ера.